# Jérémy Toulalan
Jérémy Toulalan, (Nantes, Loira Atlántico; 10 de septiembre de 1983) es un exfutbolista francés que jugaba de centrocampista y su último equipo fue el Girondins de Burdeos. 
Su primer equipo fue el FC Nantes e hizo su debut en marzo de 2002. Es conocido por su comportamiento tímido y humilde, distribución simple, buena técnica y tratamiento efectivo. Sus actuaciones durante la temporada 2004-05 le dieron la Ligue 1 UNFP Jugador del Año y también una aparición en el Equipo del Año. En mayo de 2006, se unió al Lyon con un contrato de cuatro años y ayudó al equipo a ganar los títulos de liga de 2007 y 2008. En junio de 2011, se unió al Málaga CF, donde jugó dos históricas temporadas en el club costasoleño, y en 2013 fichó por el AS Mónaco, club que dejó para fichar por el Girondins de Burdeos en el verano de 2016.
Toulalan ha sido también jugador internacional con la selección de fútbol de Francia que previamente representó a su país en la categoría juvenil. Hizo su debut como internacional absoluto en octubre de 2006 y ha representado a su país en dos torneos internacionales: la Eurocopa 2008 y la Copa Mundial de 2010.

## Trayectoria

### Inicios de su carrera
Toulalan es un producto de la academia juvenil del FC Nantes Hizo su debut con el primer equipo durante la temporada 2001-02 contra el Rennes en el derbi bretón. Entró como sustituto en un partido que terminó con 3 a 1. Más tarde hizo su aparición con la selección absoluta en un partido de Copa de la UEFA antes de ser relegado de nuevo al banquillo. Durante las siguientes dos temporadas, la participación Toulalan con el primer equipo fue muy limitada. No fue sino hasta la temporada 2004-05, donde él se estableció como un centrocampista fuerte. Durante esta temporada, Toulalan también anotó su único gol de Nantes, en una victoria de 2-0 sobre el Estrasburgo. Gracias a sus actuaciones, fue nombrado el Jugador UNFP Joven del Año y también eligió al equipo de la liga del año. Sin embargo, a pesar de sus impresionantes actuaciones n, Nantes terminó un punto por debajo de descenso en 17. Realizó otra sólida temporada en 2005-06 antes de optar por trasladarse a otro lugar.

### Olympique de Lyon
Después de la temporada 2004-05, el tres veces campeón de la Ligue 1 Olympique Lyonnais estaba muy interesado en realizar una oferta a Toulalan, y llegó a ofrecer hasta 10 millones de euros para hacerse con los servicios del jugador, sin embargo, fueron rechazados por el Nantes. Después de la temporada 2005-06, la marcha de Mahamadou Diarra al Real Madrid obligó al Lyon aumentar sus esfuerzos para firmar a Toulalan, a quien se consideraba un reemplazo perfecto para la estrella de Malí. Tras una semana de negociaciones, el 17 de mayo de 2006, los equipos acordaron una traspaso por € 7 millones, mientras que Toulalan, por su parte, llegaba a un acuerdo de cuatro años con el Olympique. Toulalan no pudo conservar el número 17 que llevaba en Nantes, ya que ese dorsal fue retirado por el Lyon, por respeto a Marc-Vivien Foé.
Hizo su debut en el Lyon, precisamente contra su exequipo. Jugó los 90 minutos y logró la victoria por 3-1. Él era un componente clave en la temporada ayudando a Lyon capturar sus seis títulos de liga. Toulalan lideró la zaga del centro del campo formado asociaciones con el brasileño Juninho, el sueco Kim Källström, y el centrocampista portugués Tiago Mendes que permitió al equipo a ganar la liga por una cifra sin precedentes de 17 puntos de ventaja con respecto al segundo clasificado.
Por sus actuaciones durante la temporada 2007-08, Toulalan fue nominado como uno de cuatro mejores Jugadores del Año en la liga Francesa, a pesar de jugar en el papel de centrocampista defensivo. El premio fue para su compañero de equipo Karim Benzema actual delantero del Real Madrid). Sus actuaciones no pasaron desapercibidas para otros clubes. Al acabar la temporada, Toulalan se vinculó fuertemente con los clubes ingleses Arsenal y Chelsea, ambos encontraron que el jugador sería un reemplazo perfecto para Patrick Vieira y Claude Makélélé, respectivamente. Arsène Wenger envió a su compatriota Gilles y Grimandi a Francia en numerosas ocasiones para explorar el jugador. Sin embargo, Toulalan restó importancia al interés indicando él era feliz en Lyon. El 7 de marzo de 2008, el centrocampista convirtió en hechos esta afirmación al firmar una extensión de contrato en el club hasta 2013. El 13 de enero de 2010, Toulalan anotó su primer gol con el Lyon y el segundo de su carrera en un Coupe de la Ligue partido contra el Metz.

### Málaga C. F.
El 17 de junio de 2011, el Málaga anunció oficialmente en su página web el fichaje del futbolista francés, procedente del Olympique de Lyon.
Toulalan, considerado entre los mejores mediocentros defensivos de todo el mundo, fue acogido por la afición de La Rosaleda con cariño y entusiasmo, y ya en su primera temporada consiguió ser uno de los jugadores más relevantes en la consecución de la clasificación del Málaga para la disputa de la Liga de Campeones de la UEFA 2012/2013, anotando ese año tres de los cinco goles que hasta ese momento había logrado en su carrera profesional. Y su participación en la competición fue igualmente remarcable. El cántico que durante dos años la afición le dedicaba en La Rosaleda fue "¡Tou-Tou-Toulalan!", como gesto de cariño cuando el francés realizaba una acción destacada.
El 6 de julio de 2013, el Málaga anunció el fichaje del futbolista francés al Mónaco por dos temporadas. El club quiso agradecer a Toulalan "su ejemplo de profesionalidad y comportamiento, tanto dentro como fuera del campo, que le ha permitido disfrutar del cariño y respeto de todo el malaguismo". Los números del paso del jugador galo por el Málaga fueron 58 partidos disputados, y 3 goles anotados. Uno de ellos -frente al Getafe en el campo madrileño- fue elegido como mejor tanto de la jornada por los aficionados en la web de Antena 3 Televisión.

### A. S. Mónaco F. C.
El jugador fue presentado por el Mónaco el 8 de julio de 2013, sumándose al club monegasco esa temporada junto a otros famosos jugadores como James Rodríguez, Radamel Falcao o João Moutinho. Como ya le ocurriera en anteriores equipos, particularmente en el Málaga, tras pocos partidos tanto los aficionados como el personal técnico lo consideran imprescindible en su posición por el balance que ofrece al conjunto. En sus dos primeras temporadas ha marcado un gol. Pese a los rumores que le vinculaban con el Inter de Milán, el centrocampista galo, que quedaba como agente libre en junio de 2015, ha firmado una prolongación con el club del Principado por dos años más.

### F. C. Girondins de Bordeaux
El 22 de junio de 2016 se hizo oficial su fichaje por el Girondins de Bordeaux luego de haber rescindido contrato con el Mónaco.

## Selección nacional
Toulalan ha sido internacional de Francia desde el año 2000, cuando fue convocado por primera vez a la Francia Sub-17. Él también ha jugado para el equipo sub-18. Toulalan más tarde fue miembro de la selección francesa que participó en la Eurocopa Sub-21 de 2006. Campeonato en el que ayudó a Francia a alcanzar las semifinales antes de perder ante los Países Bajos. Fue nombrado en el Mejor Equipo del Torneo como lateral izquierdo.
Él recibió su primera convocatoria con la selección absoluta en 2006 para un partido de clasificación Euro 2008 contra las Islas Feroe, Jugando los 90 minutos, y Francia logró una victoria por 5-0. Debido a sus actuaciones con Lyon y con la selección nacional, fue nombrado para el equipo de 23 jugadores que participaron en la UEFA Euro 2008. A pesar de que Francia no estuvo a la altura de las expectativas, Toulalan fue uno de los pocos jugadores franceses que iniciaron los tres partidos de la fase de grupos.
Toulalan se ha convertido en una selección normal para el equipo nacional, suplantando Rio Mavuba, Alou Diarra, Lassana Diarra y el eventual sucesor de Claude Makélélé. Raymond Domenech ha dicho en muchas ocasiones que él cree que Toulalan es el sustituto ideal de Patrick Vieira cuando se retire de la selección nacional. Toulalan fue llamado por Doménech como parte de su plantel de 23 jugadores para la Copa Mundial de 2010 en el sur de África. Sin embargo, Francia no pudo otra vez estar a la altura de sus expectativas y fueron eliminados de nuevo en la fase de grupos después de anotar un solo gol y reclamar solo un punto. El 6 de agosto de 2010, Toulalan fue uno de los cinco jugadores convocados para asistir a una audiencia celebrada por el Comité Francés de la Federación de Fútbol de Disciplina en respuesta a la huelga que el equipo realizó en la Copa del Mundo. El 17 de agosto, recibió un solo partido de sanción por su participación en el incidente.La suspensión de Toulalan fue el resultado de que el jugador admitiera que su jefe de prensa ayudó a los jugadores a escribir la carta explicando su huelga.
Sin embargo, y recientemente se ha desvelado por el diario Le Monde que fueron más los agentes vinculados a jugadores los que intervinieron en la redacción de la carta, pese a que no lo reconocieran. 
Ha sido internacional con la Selección de fútbol de Francia, ha jugado 34 partidos internacionales y en uno de ellos sufrió una grave lesión.
Tras su retorno a la Ligue 1 hubo un cierto movimiento para que el jugador volviera al combinado francés, pero finalmente se supo que el propio deportista había expresado su deseo de no ser considerado seleccionable. 

### Participaciones en Copas del Mundo
| Copa              | Sede      | Resultado    | Partidos | Goles |
| ----------------- | --------- | ------------ | -------- | ----- |
| Copa Mundial 2010 | Sudáfrica | Primera fase | 2        | 0     |

### Participaciones en Eurocopas
| Copa          | Sede            | Resultado    | Partidos | Goles |
| ------------- | --------------- | ------------ | -------- | ----- |
| Eurocopa 2008 | Austria · Suiza | Primera fase | 3        | 0     |

## Estadísticas

### Clubes
| Club | Div.          | Temporada     | Liga  | Liga  | Copas nacionales(1) | Copas nacionales(1) | Torneos internacionales(2) | Torneos internacionales(2) | Total | Total |
| Club | Div.          | Temporada     | Part. | Goles | Part.               | Goles               | Part.                      | Goles                      | Part. | Goles |
| --- | ------------- | ------------- | ----- | ----- | ------------------- | ------------------- | -------------------------- | -------------------------- | ----- | ----- |
| F. C. Nantes Francia | 1.ª           | 2001-02       | 1     | 0     | —                   | —                   | 1                          | 0                          | 2     | 0     |
| F. C. Nantes Francia | 1.ª           | 2002-03       | 13    | 0     | 2                   | 0                   | —                          | —                          | 15    | 0     |
| F. C. Nantes Francia | 1.ª           | 2003-04       | 20    | 0     | 2                   | 0                   | —                          | —                          | 22    | 0     |
| F. C. Nantes Francia | 1.ª           | 2004-05       | 31    | 1     | 2                   | 0                   | —                          | —                          | 33    | 1     |
| F. C. Nantes Francia | 1.ª           | 2005-06       | 29    | 0     | 2                   | 0                   | —                          | —                          | 31    | 0     |
| F. C. Nantes Francia | Total club    | Total club    | 94    | 1     | 8                   | 0                   | 1                          | 0                          | 103   | 1     |
| Olympique de Lyon Francia | 1.ª           | 2006-07       | 32    | 0     | 6                   | 0                   | 7                          | 0                          | 45    | 0     |
| Olympique de Lyon Francia | 1.ª           | 2007-08       | 30    | 0     | 6                   | 0                   | 5                          | 0                          | 41    | 0     |
| Olympique de Lyon Francia | 1.ª           | 2008-09       | 33    | 0     | 3                   | 0                   | 8                          | 0                          | 44    | 0     |
| Olympique de Lyon Francia | 1.ª           | 2009-10       | 31    | 0     | 3                   | 1                   | 11                         | 0                          | 45    | 1     |
| Olympique de Lyon Francia | 1.ª           | 2010-11       | 28    | 0     | 2                   | 0                   | 4                          | 0                          | 34    | 0     |
| Olympique de Lyon Francia | Total club    | Total club    | 154   | 0     | 20                  | 1                   | 35                         | 0                          | 209   | 1     |
| Málaga C. F. · España | 1.ª           | 2011-12       | 25    | 3     | 4                   | 0                   | —                          | —                          | 29    | 3     |
| Málaga C. F. · España | 1.ª           | 2012-13       | 19    | 0     | 1                   | 0                   | 9                          | 0                          | 29    | 0     |
| Málaga C. F. · España | Total club    | Total club    | 44    | 3     | 5                   | 0                   | 9                          | 0                          | 58    | 3     |
| A. S. Monaco F. C. Francia | 1.ª           | 2013-14       | 29    | 1     | 6                   | 0                   | —                          | —                          | 35    | 1     |
| A. S. Monaco F. C. Francia | 1.ª           | 2014-15       | 28    | 0     | 6                   | 0                   | 8                          | 0                          | 42    | 0     |
| A. S. Monaco F. C. Francia | 1.ª           | 2015-16       | 25    | 0     | 2                   | 0                   | 9                          | 0                          | 36    | 0     |
| A. S. Monaco F. C. Francia | Total club    | Total club    | 82    | 1     | 14                  | 0                   | 17                         | 0                          | 113   | 1     |
| F. C. Girondins de Bordeaux Francia | 1.ª           | 2016-17       | 30    | 0     | 6                   | 0                   | —                          | —                          | 36    | 0     |
| F. C. Girondins de Bordeaux Francia | 1.ª           | 2017-18       | 21    | 0     | 2                   | 0                   | 2                          | 0                          | 25    | 0     |
| F. C. Girondins de Bordeaux Francia | Total club    | Total club    | 51    | 0     | 8                   | 0                   | 2                          | 0                          | 61    | 0     |
| Total carrera | Total carrera | Total carrera | 425   | 5     | 55                  | 1                   | 64                         | 0                          | 544   | 6     |
| (1) Incluye datos de la Copa de Francia (2002-18), Copa de la Liga de Francia (2002-18), Supercopa de Francia (2006-08) y Copa del Rey (2011-13). (2) Incluye datos de la Liga de Campeones (2001-15), Copa Intertoto (2003-04) y Liga Europa de la UEFA (2016-17). |               |               |       |       |                     |                     |                            |                            |       |       |

## Palmarés

### Campeonatos nacionales
| Título               | Club              | País    | Año  |
| -------------------- | ----------------- | ------- | ---- |
| Supercopa de Francia | Olympique de Lyon | Francia | 2006 |
| Ligue 1              | Olympique de Lyon | Francia | 2007 |
| Supercopa de Francia | Olympique de Lyon | Francia | 2007 |
| Ligue 1              | Olympique de Lyon | Francia | 2008 |
| Copa de Francia      | Olympique de Lyon | Francia | 2008 |

### Distinciones individuales
| Distinción                          | Año  |
| ----------------------------------- | ---- |
| Jugador joven del año de la Ligue 1 | 2005 |
| Equipo del año de la Ligue 1        | 2008 |